# John James Grant
John James Grant (nascido em 17 de janeiro de 1936) é o Tenente-governador da província canadense de Nova Escócia. Ele é o representante do vice-rei da rainha Elizabeth II do Canadá na província de Nova Escócia.